# Tholus

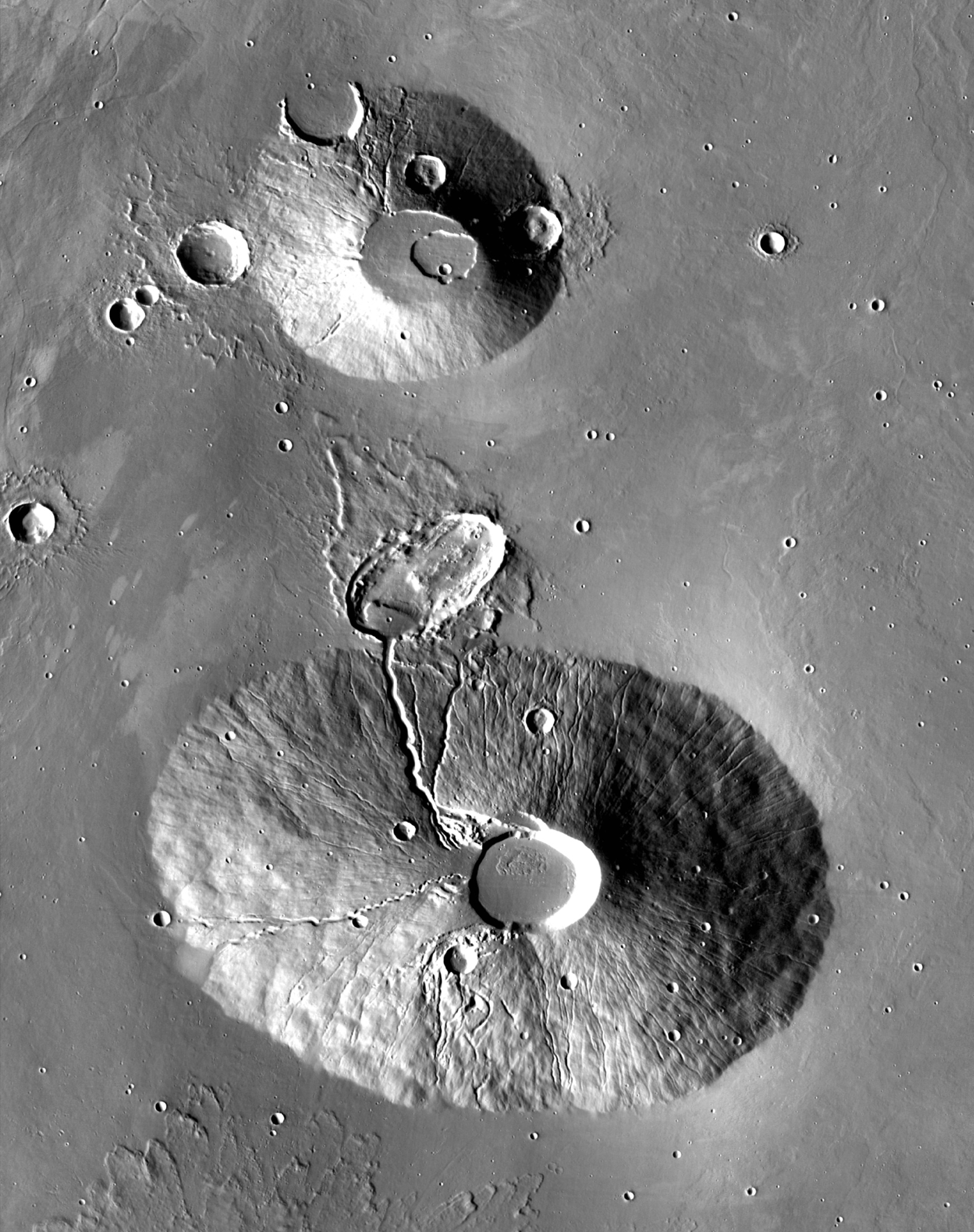
Mosaico de imágenes infrarrojas diurnas de THEMIS que muestra los volcanes Ceraunius Tholus (abajo) y Uranius Tholus (arriba) en la parte noreste de Tharsis en Marte.

En nomenclatura planetaria, un tholus (pl. tholi) es una pequeña montaña o colina en forma de cúpula. La palabra proviene del griego θόλος, tholos (pl. tholoi), un tipo de edificio circular con techo cónico o abovedado. Los romanos transliteraron la palabra al latín tholus, que significa cúpula. E
n 1973, la Unión Astronómica Internacional (IAU) adoptó tholus como uno de varios términos descriptivos oficiales para las características topográficas de Marte y otros planetas y satélites. Una justificación para el uso de descriptores latinos o griegos neutrales fue que permitía nombrar y describir características antes de que se pudiera determinar su geología o geomorfología. Por ejemplo, muchos tholi parecen ser de origen volcánico, pero el término no implica un origen geológico específico.
Los tholi están presentes en Venus, Marte, el asteroide (4) Vesta, el planeta enano Ceres y en la luna Ío de Júpiter.

## Ejemplos
- Hecates Tholus
- Tharsis Tholus